# Mittlerer Bretterkopf
Der Mittlere Bretterkopf ist ein 3018 m ü. A. hoher Berggipfel der Schobergruppe in Kärnten. Er bildet zusammen mit dem Hohen Bretterkopf (3078 m ü. A.) und dem Vorderen Bretterkopf (3001 m ü. A.) die Bretterköpfe. Das Erstbesteigungsdatum des Gipfels ist nicht überliefert.

## Lage
Der Mittlere Bretterkopf liegt im nördlichen Zentrum der Schobergruppe in der Gemeinde Heiligenblut am Großglockner unweit der Gemeindegrenze zur östlich angrenzenden Gemeinde Großkirchheim. Nördlich des Mittleren Bretterkopfs liegt der Vordere Bretterkopf, südlich der Hohe Bretterkopf. Zwischen dem Mittleren und dem Vorderen Bretterkopf beginnt ein Nordwestgrat, der über die Bretterscharte zu den Langtalköpfen führt. Südöstlich erstreckt sich das Außerretschitz-Kar, das ins Tal des Gradenbachs abstürzt. Westlich befindet sich das Seekampkees, das in den nordwestlich liegenden Vorderen Langtalsee entwässert. Nächstgelegener alpiner Stützpunkt ist die Elberfelder Hütte im Südwesten.

## Aufstiegsmöglichkeiten
Der Normalweg auf den abgelegenen und selten begangenen Mittleren Bretterkopf führt vom Seekamptörl über den benachbarten Hohen Bretterkopf auf den Gipfel. Das Seekamptörl kann dabei beispielsweise von der Elberfelder Hütte nach Norden über den zu den Langtalseen führenden Höhenweg erreicht werden, wobei der markierte Weg beim Vorderen Langtalsee verlassen wird und ab hier der unmarkierte Aufstieg über das Seekampkees zum Seekamptörl erfolgt. Nach dem unschwierigen Besteigen des Hohen Bretterkopfs erfolgt der kurze Abstieg in eine Gratsenke und danach der Aufstieg über von erdigen Bändern zerrissene Platten. Im Zuge dieser Gratüberschreitung bietet sich auch eine weitere Überschreitung zum Vorderen Bretterkopf an. Die Gratüberschreitung kann dabei in umgekehrter Reihenfolge auch aus der Bretterscharte erfolgen, wobei der Aufstieg aus dem Gradental erfolgt.